# Guildford Castle
Guildford Castle ist eine Burgruine in Guildford (Surrey), die vermutlich auf die Normannische Eroberung Englands 1066 zurückgeht.
Anfangs wohl als Motte mit einer hölzernen Palisade und einem umgebenden Graben errichtet, bekam sie Anfang des 12. Jahrhunderts eine steinerne Mauer und um 1130 einen rechteckigen Keep, der den bisherigen hölzernen Wachturm ersetzte. Dieser Keep diente in seinem ersten Obergeschoss als königliches Logis, wurde aber noch im 12. Jahrhundert zum Amtssitz des Sheriffs von Surrey und Sussex und damit auch zum Gefängnis.
Darüber hinaus diente die Burg als Übernachtungsplatz des südlichen Punktes der königlichen Jagdreviere. Bei verschiedenen Gelegenheiten wurde sie von den Königen Johann Ohneland und Heinrich III. genutzt. Allerdings war der Herrscher in dieser Zeit bereits in ein anderes Gebäude auf dem Gelände der Burg umgezogen. Auf Heinrich III. gehen eine Reihe von Umbauten zurück, darunter auch Erweiterungen nach einem Brand im Jahr 1254, die für seinen Sohn Eduard gedacht waren, und die der Burg die Bezeichnung eines Palasts (englisch: Guildford Palace) einbrachten. Durch eine Beschreibung aus dem Jahr 1332 ist bekannt, dass die königliche Residenz in Guildford von der Burg durch einen Deich und eine Palisade getrennt war.
Burgen wie die in Guildford wurden ab dem 14. Jahrhundert nicht mehr benötigt, so dass sie dem Verfall überlassen wurden. Das Gefängnis im Turm wurde im 16. Jahrhundert nach Southwark verlegt, während der Palast zu dieser Zeit wohl noch im Gebrauch war. Dort starb im Jahr 1545 Charles Brandon, 1. Duke of Suffolk, der Schwager des Königs Heinrich VIII.
Im 17. Jahrhundert verlor der Turm sein Dach, das Mauerwerk blieb jedoch weitgehend erhalten. Der Palast hingegen ist verschwunden.